# Velké Hostěrádky
Velké Hostěrádky é uma comuna checa localizada na região de Morávia do Sul, distrito de Břeclav‎.